# Jamesbrittenia elegantissima
Jamesbrittenia elegantissima är en flenörtsväxtart som först beskrevs av Schinz, och fick sitt nu gällande namn av O.M. Hilliard. Jamesbrittenia elegantissima ingår i släktet Jamesbrittenia och familjen flenörtsväxter. Inga underarter finns listade i Catalogue of Life.